# Jevgēņijs Kosmačovs
Jevgēņijs Kosmačovs (* 18. Februar 1988 in Tukums) ist ein lettischer Fußballspieler, der beim FK Spartaks Jūrmala in der Virslīga spielt.

## Karriere

### Verein
Jevgēņijs Kosmačovs begann die Karriere in seiner Geburtsstadt beim FK Tukums. Dort kam er im Jahr 2005 in der 1. līga, der zweithöchsten Spielklasse in Lettland zum Profidebüt. Von 2006 an beim FK Ventspils aus der Hafenstadt Ventspils unter Vertrag gewann er in den Folgejahren die Lettische Meisterschaft (4×) sowie den Lettischen Pokal (2×). Neben den nationalen Titeln konnte er mit der Mannschaft in der Spielzeit 2009/10 die Baltic League im Finale gegen Sūduva Marijampolė gewinnen. Nach sechs erfolgreichen Saisons wurde Kosmačovs 2012 zunächst an PFK Sewastopol aus der Ukraine verliehen, später verließ er Lettland endgültig und wechselte zum FK Schachzjor Salihorsk. Beim Verein aus der Minskaja Woblasz, der nach BATE Baryssau die zweite Kraft im belarussischen Fußball ist, kam er in der Spielzeit 2012 auf fünf Spiele und wurde Vizemeister. In der Saison 2013 steht er wieder in Lettland unter Vertrag.

### Nationalmannschaft
Jevgēņijs Kosmačovs spielte von 2007 bis 2010 in der lettischen U-21. Im selben Zeitraum kam der Mittelfeldspieler zu 3 Einsätzen in der Lettischen Nationalmannschaft. Sein Debüt feierte er dort im Spiel gegen Bulgarien im Februar 2007, nachdem er für Genādijs Soloņicins eingewechselt wurde. Nach zwei weiteren Spielen gegen Ungarn und Südkorea wurde Kosmačovs nicht mehr zur Nationalmannschaft eingeladen.

## Erfolge
mit dem FK Ventspils:
- Lettischer Meister: 2006, 2007, 2008, 2011
- Lettischer Pokalsieger: 2006/07,  2010/11
- Baltic League: 2009/10